# Labrocerus vestitus
Labrocerus vestitus är en skalbaggsart som beskrevs av Sharp 1908. Labrocerus vestitus ingår i släktet Labrocerus och familjen ängrar. Inga underarter finns listade i Catalogue of Life.